# شركة تي آر دبليو
كانت شركة تي آر دبليو (بالإنجليزية: TRW Inc.) شركة أمريكية تعمل في مجموعة متنوعة من الأعمال، وخاصة في مجال الفضاء والإلكترونيات والسيارات وإعداد التقارير الائتمانية ‏. وكانت رائدة في مجالات متعددة بما في ذلك المكونات الإلكترونية والدوائر المتكاملة وأجهزة الكمبيوتر والبرمجيات وهندسة النظم. قامت شركة تي آر دبليو ببناء العديد من المركبات الفضائية، بما في ذلك بايونير 1، وبايونير 10، والعديد من المراصد الفضائية. كانت الشركة في المرتبة رقم 57 على قائمة فورتشن 500 لعام 1986، وكان لديها 122.258 موظفًا. تمت تسمية الشركة باسم شركة تومسون رامو وولدريدج (بالإنجليزية: Thompson Ramo Wooldridge Inc.)، بعد اندماج شركة رامو-وولدريدج وشركة منتجات تومسون في عام 1958. وقد تم اختصاره لاحقًا إلى تي آر دبليو.
تأسست الشركة في عام 1901 واستمرت لأكثر من قرن من الزمان حتى استحوذت عليها شركة نورثروب جرومان في عام 2002. وقد أدى ذلك إلى ظهور مجموعة متنوعة من الشركات، بما في ذلك شركة سيميكوندكتورز باسيفيك، وشركة أيروسبيس، وشركة بنكر رامو ‏، وشركة إكسبيريان [الإنجليزية]. تم بيع أعمالها في مجال السيارات من قبل شركة نورثروب جرومان تحت اسم شركة تي آر دبليو للسيارات ‏، والتي أصبحت الآن جزءًا من شركة زد أف فريدريشهافين. كان لمحاربي شركة تي آر دبليو دور فعال في تأسيس شركات مثل سبيس إكس.
في عام 1953، تم تجنيد الشركة لقيادة تطوير أول صاروخ باليستي عابر للقارات للولايات المتحدة. بدءًا من التصميم الأولي لشركة كونفير، أطلق الفريق متعدد الشركات أطلس في عام 1957. وقد طارت بكامل نطاقها في عام 1958 ثم تم تعديلها لتتمكن من نقل رواد فضاء ميركوري إلى المدار. كما قادت شركة تي آر دبليو تطوير صاروخ تيتان، والذي تم تعديله لاحقًا للطيران في مهمات جيميني. خدمت الشركة القوات الجوية الأمريكية كمهندسين للأنظمة في جميع جهود تطوير الصواريخ الباليستية العابرة للقارات اللاحقة ولكن شركة تي آر دبليو لم تنتج أي معدات صاروخية أبدًا بسبب تضارب المصالح. في عام 1960، شجع الكونجرس تأسيس شركة الفضاء غير الربحية لتوفير الدعم الهندسي للأنظمة للحكومة الأمريكية لكن شركة تي آر دبليو استمرت في توجيه جهود الصواريخ الباليستية العابرة للقارات.

## التاريخ
نشأت شركة تي آر دبليو في عام 1901 مع شركة كليفلاند كاب سكرو، التي أسسها ديفيد كورتز وأربعة آخرين من سكان كليفلاند. كانت منتجاتهم الأولية عبارة عن مسامير ذات رؤوس ملحومة كهربائيًا بالأعمدة. في عام 1904، قام عامل لحام يُدعى تشارلز إي. تومسون بتكييف عملية اللحام الخاصة به لصنع صمامات محرك السيارة وبحلول عام 1915، أصبحت الشركة أكبر منتج للصمامات في الولايات المتحدة. تم تعيين تشارلز تومسون مديرًا عامًا للشركة، والتي أصبحت تُعرف باسم منتجات تومسون في عام 1926. ساعدت صماماتهم التجريبية المجوفة المبردة بالصوديوم تشارلز ليندبيرج في رحلته المنفردة عبر المحيط الأطلسي.
في عام 1937، اشترت شركة منتجات تومسون للسيارات شركة جيه إيه دريك وأبناؤه (جادسون).[بحاجة لمصدر] قامت الشركة بتصنيع صمامات عالية الأداء تم استخدامها في العديد من محركات السباق في ذلك اليوم، بما في ذلك محرك ميلر أوفي ‏. اشترى ديل دريك (ابن جيه إيه دريك) تصميم محرك أوفى مع شريكه لويس ماير في عام 1946 وفاز بسباق إنديانابوليس 500 سبع وعشرين مرة، أكثر من أي تصميم محرك آخر.
خلال الفترة التي سبقت الحرب العالمية الثانية وحتى نهاية الحرب الكورية، كانت شركة منتجات تومسون من الشركات المصنعة الرئيسية لأجزاء مكونات محركات الطائرات، بما في ذلك صمامات الأسطوانات.[بحاجة لمصدر] كان مصنع تابكو، المملوك للحكومة الأمريكية ولكن يتم تشغيله بواسطة شركة منتجات تومسون، ممتدًا لمسافة ميل تقريبًا على طول شارع إقليدس في كليفلاند. وقد وظفت أكثر من 16 ألف عامل في ذروة الإنتاج خلال الحرب العالمية الثانية. مع استبدال الطائرات ذات المحركات المكبسية بالطائرات النفاثة، أصبحت شركة منتجات تومسون شركة كبرى لتصنيع شفرات التوربينات للمحركات النفاثة.
في عام 1950، قاد سيمون رامو ‏ ودين وولدريدج أثناء عملهما في شركة هيوز للطائرات تطوير صاروخ فالكون الموجه بالرادار ‏، من بين مشاريع أخرى. شعروا بالإحباط من إدارة هوارد هيوز، وشكلوا شركة رامو-وولدريدج في سبتمبر 1953، بدعم مالي من شركة تومسون برودكتس. أدى تفجير القنبلة النووية الحرارية التي قام بها الاتحاد السوفييتي إلى دفع تريفور جاردنر ‏ إلى تشكيل لجنة إبريق الشاي ‏ في أكتوبر 1953. برئاسة جون فون نيومان، كان الهدف من إنشائها دراسة تطوير الصواريخ الباليستية، بما في ذلك الصواريخ الباليستية العابرة للقارات. وكان رامو وولدريدج عضوين في اللجنة، وأصبحت شركة رامو-ولدريدج المقاول الرئيسي لجهود تطوير الصواريخ الباليستية العابرة للقارات الناتجة عن ذلك، وتقدم تقاريرها إلى القوات الجوية الأمريكية.
مع الدعم المستمر من شركة منتجات تومسون، تنوعت أعمال رامو-وولدريدج في مجال أجهزة الكمبيوتر والمكونات الإلكترونية، وأسس شركة سيميكوندكتورز باسيفيك في عام 1954. كما أنتجوا أيضًا مركبات فضائية علمية مثل بايونير 1. اندمجت شركة منتجات تومسون وشركة رامو-وولدريدج في أكتوبر 1958 لتشكيل شركة تومسون رامو وولدريدج، المعروفة بشكل غير رسمي باسم «تي آر دبليو». في فبراير 1959، أصبح جيمي دوليتل رئيسًا لمجلس إدارة مختبرات تكنولوجيا الفضاء، القسم الذي استمر في دعم جهود الصواريخ الباليستية العابرة للقارات التابعة للقوات الجوية.
اعتقدت شركات الفضاء الجوي الأخرى أن الدور الاستشاري الذي لعبته شركة تي آر دبليو لصالح القوات الجوية منحها إمكانية الوصول غير العادل ‏ إلى تقنياتها وفي سبتمبر 1959، أصدر الكونجرس تقريرًا يوصي بتحويل مختبرات تكنولوجيا الفضاء إلى منظمة غير ربحية. مع ما يقرب من نصف موظفي مختبرات تكنولوجيا الفضاء، تأسست شركة أيروسبيس في يونيو 1960. وقد ترأست عملية تحويل أطلس إلى ميركوري، وتحويل تيتان إلى جيميني، وقدمت الدعم الهندسي المستمر للأنظمة للحكومة. واصل سلاح الجو عمله في مجال الصواريخ الباليستية العابرة للقارات باستخدام تي آر دبليو.
تقاعد دين وولدريدج في يناير 1962 ليصبح أستاذًا في معهد كاليفورنيا للتكنولوجيا (كالتك). أصبح سيمون رامو رئيسًا لشركة بنكر رامو [الإنجليزية] في يناير 1964، المملوكة بشكل مشترك لشركة تي آر دبليو ومارتن ماريتا لإنتاج أجهزة الكمبيوتر والشاشات. أصبحت شركة تومسون رامو وولدريدج رسميًا شركة تي آر دبليو في يوليو 1965. خالية من القيود المناهضة للمنافسة باستثناء أجهزة الصواريخ الباليستية العابرة للقارات، تم تغيير اسم شركة مختبرات تكنولوجيا الفضاء إلى مجموعة أنظمة تي آر دبليو في نفس الشهر. في عام 1968، دخلت الشركة صناعة تقارير الائتمان من خلال شراء شركة بيانات الائتمان وإعادة تسميتها إلى شركة تي آر دبليو لأنظمة المعلومات والخدمات تم تشكيل مجموعة بيانات الائتمان في عام 1970 للتنافس مع دان وبرادستريت ‏، من اندماج تي آر دبليو آي إس إس وإي إس إل إنكوربوريتد ‏ للتخصص في الاستطلاع الاستراتيجي الفني. تم فصل قسم خدمات وأنظمة المعلومات في شركة تي آر دبليو (بيانات الائتمان) في عام 1996 لتشكيل شركة إكسبيريان [الإنجليزية]. استحوذت شركة تي آر دبليو على شركة لوكاس فاريتي ‏ في عام 1999، ثم باعت شركة أنظمة لوكاس ديزل إلى شركة دلفي للسيارات وشركة لوكاس إيروسبيس ‏ (التي كانت تسمى آنذاك أنظمة تي آر دبليو للطيران) إلى شركة جودريتش كوربوريشن ‏.
كانت الشركة في المرتبة 57 في قائمة فورتشن 500 لأعلى الشركات الأمريكية من حيث الإيرادات في عام 1986 وكان لديها 122258 موظفًا في عام 2000. عملت في 25 دولة.
في 3 فبراير 1986، احترق مصنع شركة تي آر دبليو في هاريسبرج، بنسلفانيا، بالكامل في حريق هائل بلغ ارتفاعه ثمانية أمتار ‏. وقد قدرت الأضرار بأكثر من 10 ملايين دولار أميركي، وكان الحريق هو الأخطر حتى الآن في المنطقة.
في فبراير/شباط 2002، أطلقت شركة نورثروب جرومان عرضاً عدائياً بقيمة 5.9 مليار دولار أميركي للاستحواذ على شركة تي آر دبليو. تنافست شركات نورثروب جرومان، وبي إيه إي سيستمز، وجنرال ديناميكس على الشركة، وفي النهاية تم قبول العرض المتزايد الذي قدمته نورثروب بقيمة 7.8 مليار دولار أمريكي في الأول من يوليو عام 2002. وبعد فترة وجيزة، تم بيع أصول صناعة السيارات لشركة لوكاس فاريتي ومجموعة السيارات الخاصة بشركة تي آر دبليو إلى مجموعة بلاكستون باسم شركة تي آر دبليو للسيارات ‏.
تم تطوير جزء من حرم ليندهورست التابع لشركة تي آر دبليو باعتباره قرية ليجاسي ‏. أصبح مبنى المقر الرئيسي موطنًا لمعهد كليفلاند كلينيك للعافية. تم هدم مبنى المقر الرئيسي لشركة تي آر دبليو في عام 2023.
في عام 2011، صنف المعهد الأمريكي للملاحة الجوية والفضائية (AIAA) منتزه الفضاء في ريدوندو بيتش، كاليفورنيا كموقع تاريخي للطيران والفضاء.
يقول بيل جيتس، مؤسس شركة مايكروسوفت، إنه حصل على «فرصته الكبرى الأولى» عندما كان في الخامسة عشرة من عمره، عندما كان يعمل على تصحيح أخطاء برنامج التحكم في شبكة الطاقة لشركة تي آر دبليو.

## الفضاء الجوي
كانت شركة تي آر دبليو نشطة في تطوير أنظمة الصواريخ والمركبات الفضائية، ولا سيما التطوير المبكر لبرنامج الصواريخ الباليستية العابرة للقارات الأمريكي تحت قيادة لجنة تيبوت ‏ بقيادة جون فون نيومان. كانت شركة تي آر دبليو رائدة في مجال هندسة الأنظمة، حيث أنشأت مخطط إن 2 [الإنجليزية] المنتشر ومخطط كتلة التدفق الوظيفي الحديث. لقد كان بمثابة المصدر الأساسي للهندسة النظمية ‏ لبرامج الصواريخ الباليستية للقوات الجوية الأمريكية.

### استكشاف الفضاء
قامت مختبرات تكنولوجيا الفضاء، والتي كانت آنذاك قسمًا من شركة رامو-وولدريدج Corp.، بتصميم وإنتاج الحمولات المتطابقة لبيونير 0 [الإنجليزية] وبيونير 1 وبيونير 2. كان من المقرر أن تدور هذه المركبات حول القمر وتلتقط صورًا له، ولكن مشاكل مركبة الإطلاق حالت دون ذلك. أطلقت وكالة ناسا مركبة بايونير 1 كأول مركبة فضائية لها في 11 أكتوبر 1958. وقد سجل رقمًا قياسيًا في المسافة من الأرض، وقدم بيانات عن مدى أحزمة الإشعاع الأرضية.
كانت بايونير 10 و11 عبارة عن مركبات فضائية متطابقة تقريبًا، تم تصميمها وتصنيعها بواسطة مجموعة أنظمة تي آر دبليو. لقد تم تحسينها لتكون شديدة التحمل لأنها كانت أول الأجسام التي صنعها الإنسان تمر عبر حزام الكويكبات وحزام الإشعاع الخاص بالمشتري. كانت البساطة والتكرار واستخدام المكونات المثبتة أمرًا ضروريًا. باعتبارها أول مركبة فضائية تعمل بالطاقة الذرية بالكامل تابعة لوكالة ناسا، استخدمت وحدات البلوتونيوم 238 ‏ التي طورتها شركة تيليداين إيزوتوبس. حملت مركبة بايونير 10 إحدى عشر أداة، وحملت مركبة بايونير 11 اثني عشر أداة للتحقيق في كوكبي المشتري وزحل على التوالي. تم نقل البيانات إلى الأرض بقوة 8 وات، و128 بايت/ثانية عند كوكب المشتري، و1 بايت/ثانية من مسافة أبعد. كان بايونير 10 أول جسم من صنع الإنسان يمر عبر مدارات الكواكب، وتم استلام آخر بيانات قياس عن بعد له في عام 2002، بعد ثلاثين عامًا من إطلاقه.

قامت مجموعة أنظمة تي آر دبليو بتصميم وبناء حزمة الأجهزة التي أجرت التجارب البيولوجية على المريخ، بحثًا عن الحياة على متن مركبتي فايكنج لاندرز اللتين تم إطلاقهما في عام 1975. 15.5 كـغ (34 رطل)أجرى نظام أربع تجارب على تربة المريخ باستخدام جهاز كروماتوجراف الغاز-مطياف الكتلة (GC-MS) وأداة بيولوجية مشتركة.

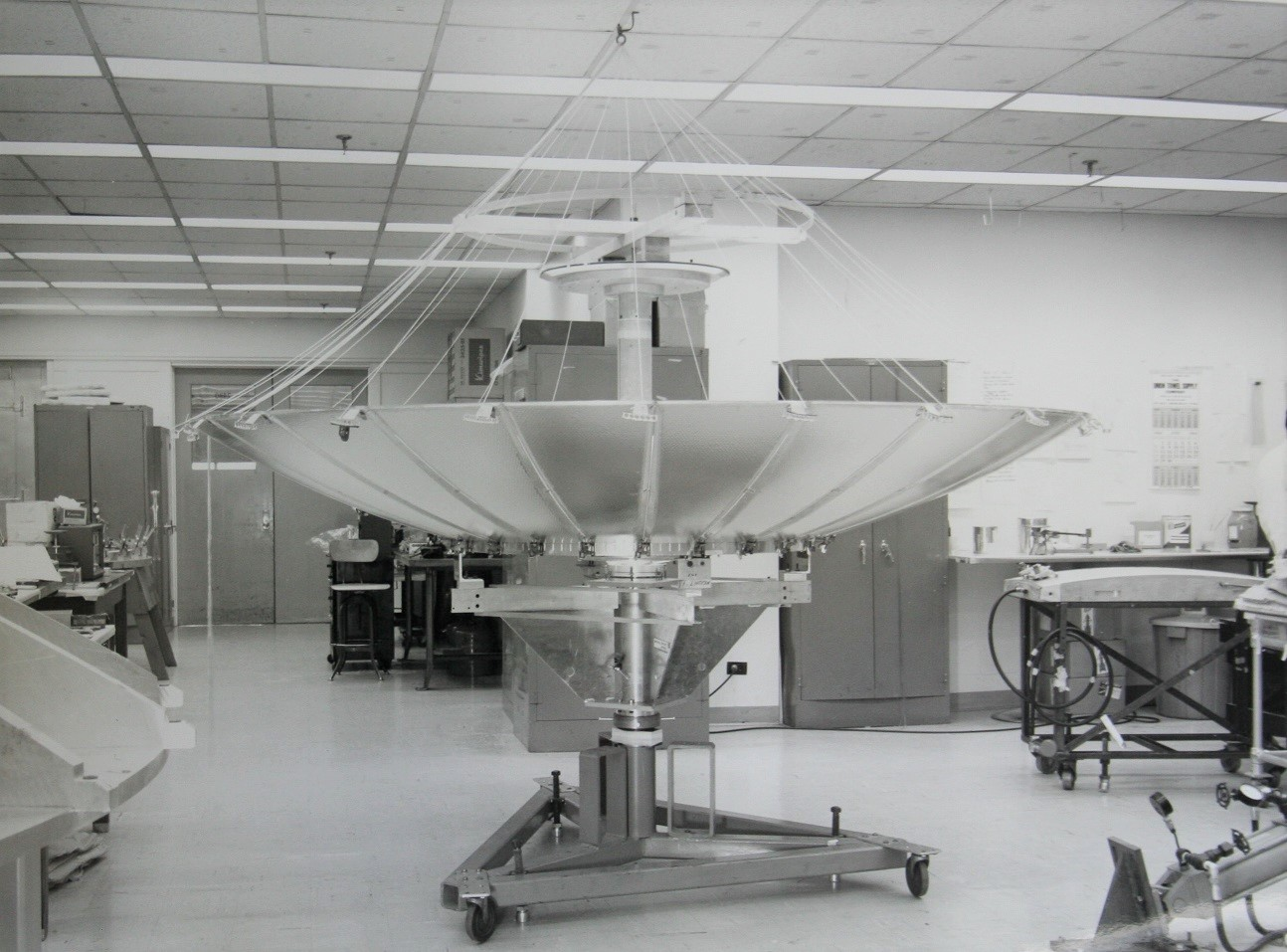
عاكس قمر صناعي تم تطويره بواسطة شركة تي آر دبليو بالقرب من كليفلاند، أوهايو (1968)

### المراصد الفضائية
قامت شركة تي آر دبليو بتصميم وبناء المراصد الفضائية التالية:
- هياو 1 [الإنجليزية]
- و2 و3، حيث يعتبر هياو 2 مرصد أينشتاين، وهو أول تلسكوب تصوير كامل بالأشعة السينية تم وضعه في الفضاء
- مرصد كومبتون لأشعة جاما، وهو المرصد الثاني من بين أربعة مرصدات ضمن برنامج المراصد العظيمة التابع لوكالة ناسا
- مرصد تشاندرا للأشعة السينية هو المرصد الثالث من المراصد العظيمة التابعة لوكالة ناسا

واصلت الفرق التي تقوم بتطوير المراصد التالية عملها كجزء من شركة نورثروب جرومان لأنظمة الفضاء:
- تلسكوب الفضاء مهمة قياس التداخل الفضائي الذي كان من المفترض أن يبحث عن كواكب بحجم الأرض في المناطق الصالحة للحياة حول النجوم القريبة (تم إلغاء المشروع)
- تلسكوب جيمس ويب الفضائي[36] وهو خليفة تلسكوب هابل الفضائي

### الأقمار الصناعية
قامت مجموعة أنظمة تي آر دبليو بتصميم وتصنيع سلسلة فيلا من أقمار الكشف النووي التي رصدت إنشاء معاهدة الحظر الجزئي للتجارب النووية عام 1963. وبعد ذلك، أنتجت الشركة سلسلة فيلا متقدمة، التي تم إطلاقها لأول مرة في عام 1967، والتي كانت قادرة على اكتشاف الانفجارات النووية في الهواء باستخدام أدوات تسمى عدادات البانغ ‏. كان لديه أول نظام للتحكم في اتجاه الدوران المزدوج مع التحكم في زخم النظام الإجمالي إلى الصفر. كانت أقمار فيلا وأقمار فيلا المتقدمة هي الأولى التي تنبه علماء الفلك إلى وجود انفجارات أشعة جاما. كما أفادوا أيضًا بإجراء تجربة نووية غامضة تُعرف الآن باسم حادثة فيلا.
تم إطلاق الشركة لأول مرة في عام 1970، حيث قامت ببناء جميع أقمار الاستطلاع الثلاثة والعشرين في برنامج دعم الدفاع (DSP)، والتي تعد المكونات الرئيسية لنظام الإنذار المبكر عبر الأقمار الصناعية ‏ الذي تستخدمه الولايات المتحدة حاليًا. يتم تشغيل هذه الأنظمة بواسطة قيادة الفضاء التابعة للقوات الجوية ‏، وهي تكتشف إطلاق الصواريخ أو المركبات الفضائية والانفجارات النووية باستخدام أجهزة استشعار تكتشف الانبعاثات تحت الحمراء من هذه المصادر الشديدة للحرارة. على سبيل المثال، أثناء عملية عاصفة الصحراء، تمكنت أقمار DSP من اكتشاف إطلاق صواريخ سكود العراقية وتوفير تحذيرات في الوقت المناسب للمدنيين والقوات العسكرية في إسرائيل والسعودية.
تم بناء أول سبعة أنظمة أقمار صناعية لتتبع البيانات ونقلها ‏ (TDRSS) بواسطة شركة تي آر دبليو لتحسين تغطية الاتصالات لمكوك الفضاء ومحطة الفضاء الدولية (ISS) والأقمار الصناعية العسكرية الأمريكية. عندما تم إطلاقها لأول مرة في عام 1983، كانت أقمار TDRS هي أكبر أقمار الاتصالات وأكثرها تطوراً التي تم بناؤها في ذلك الوقت. تم طلب المركبة السابعة في السلسلة كبديل عندما فقدت تي دي آر إس-بي ‏ في حادث تشالنجر.
تم إطلاق المركبة الفضائية أكوا في عام 2002، حيث أنتجت شركة تي آر دبليو المركبة الفضائية أكوا استنادًا إلى ناقل الأقمار الصناعية المعياري الخاص بها. يعد مشروع أكوا مشروعًا مشتركًا بين برنامج أبحاث التغير المناخي العالمي الأمريكي ‏ ( ناسا )، ووكالة استكشاف الفضاء اليابانية ( جاكسا )، والمعهد الوطني لأبحاث الفضاء (INPE)، في البرازيل. يوفر أكوا 750 جيجابايت يوميًا توضح دورة المياه على الأرض في المحيطات والبحيرات والغلاف الجوي والغطاء الجليدي القطبي والنباتات.

### محركات الصواريخ
قامت شركة تي آر دبليو بتصميم وبناء محرك الهبوط أو ‏ لمركبة الهبوط القمرية أبولو. بسبب الحاجة إلى هبوط ناعم على القمر، كان هذا هو أول محرك قابل للخنق لرحلات الفضاء المأهولة. هذا، والمتطلبات الخاصة بالدفع العالي، والوزن المنخفض ‏، والقدرة على السحق (في حالة الهبوط على صخرة كبيرة)، نالت إشادة مفاجئة من صفحات تاريخ وكالة ناسا، بالنظر إلى تعقيد البعثات القمرية: «ربما كان محرك هبوط الوحدة القمرية هو التحدي الأكبر والتطور التقني الأكثر بروزًا في برنامج أبولو». تم استخدام هذا المحرك في أبولو 13 لتحقيق مسار عودة حر وإجراء تصحيح بسيط للمسار بعد الضرر الذي لحق بوحدة الخدمة.
بعد هبوط برنامج أبولو على سطح القمر، تم تطوير محرك إل إم دي إي إلى محرك تي آر دبليو تي آر-201 ‏. تم استخدام هذا المحرك في المرحلة الثانية من مركبة الإطلاق ‏ دلتا-بي في 77 عملية إطلاق بين عامي 1972 و1988.

## الأسلحة
في مطلع عامي 1964 و1965، بدأت الولايات المتحدة برنامج بوشماستر الطموح لإنتاج مدافع هجومية صغيرة العيار لتسليح مركبات القتال المشاة الواعدة للجيش الأمريكي. كانت نتيجة هذا البرنامج إنشاء سلسلة كاملة من المدافع الأوتوماتيكية بمحرك أوتوماتيكي خارجي بعيار يتراوح من 25 إلى 40 ملم، والتي تلقت اسمها العام بوشماستر.
في المرحلة المبكرة من البحث الأمريكي، كانت شركة تي آر دبليو واحدة من الشركات المشاركة في تطوير البنادق الأوتوماتيكية لبرنامج بوشماستر، حيث تم تحت قيادة المهندس يوجين ستونر ‏، مؤلف بندقية إم 16 الشهيرة، تطوير مدفع أوتوماتيكي 25 ملم تحت التسمية الداخلية تي آر دبليو طراز 6425، وهو نظام عادي مع تنفيس غاز أوتوماتيكي وقفل البرميل بمسامير دوارة.
تم شراء تصميم تي آر دبليو-6425 لاحقًا بواسطة شركة أورليكون [الإنجليزية]-بوهرلي، وتم تحسينه وتصنيعه باسم أورليكون كيه بي إيه ‏ 25 مم.

## أشباه الموصلات وأجهزة الكمبيوتر
قامت شركة رامو-وولدريدج بتأسيس شركة سيميكوندكتورز باسيفيك في يونيو 1954، تحت قيادة هاربر نورث الذي كان رئيس قسم البحث والتطوير في مجال الإلكترونيات في شركة طائرات هيوز. كان تمويل هذا المسعى من شركة منتجات تومسون حوالي عشرة أضعاف استثمارهم الأولي في رامو-وولدريدج. وكان الهدف الأصلي هو إنتاج الترانزستور الذي تم اختراعه مؤخرًا للبيع التجاري.
في عام 1957، اخترع هوارد ساشار وسانفورد «ساندي» بارنز المكون الإلكتروني فاريكاب (المعروف أيضًا باسم ثنائي الفاركتور) في شركة سيميكوندكتورز باسيفيك. لقد أدى هذا الجهاز إلى تقليل الحجم المادي لموالفات الراديو والقضاء على الحاجة إلى تحريك الأجزاء الميكانيكية. أدى هذا إلى تبسيط عملية تنفيذ أجهزة التحكم عن بعد في التلفزيون. حصل ساشار وبارنز على جائزة إيمي في عام 2007.
قامت الشركة بتصنيع جهاز RW-300 للبيع في عام 1959، وهو أحد أول أجهزة الكمبيوتر ‏ «الكاملة بالترانزستور» ‏ مع مصدر طاقة يستخدم الأنابيب المفرغة. كان الكمبيوتر يستهدف تطبيقات التحكم الصناعي، مع 1024 مدخلات تناظرية مجمعة في محول تناظري إلى رقمي بمعدل 1.9 كيلو عينة/ثانية و 10 بت، والذي كان شفافًا للمبرمج. كان وزنه حوالي 600 رطل (270 كـغ). تم كتابة نظام التشغيل في الوقت الحقيقي بواسطة جون نيبليت، وكان بمثابة السلف الفكري لنظام التشغيل آر إس إكس-11 ‏ لجهاز بي دي بي-11 ‏.
تم تقديم الكمبيوتر تي آر دبليو-130 في عام 1961، وتم تعيينه إيه إن/يويك-1 ‏ من قبل البحرية الأمريكية كجزء من نظام تحديد المواقع المعتمد على الأقمار الصناعية قبل نظام تحديد المواقع العالمي ‏. وقد استخدم تحولات دوبلر لحساب موقع في حوالي 15 دقيقة، وكان لديه زوايا مستديرة للسماح بالتثبيت في الغواصات.
كانت بوابة منطق ترانزستور ترانزستور (TTL)، والتي كانت المعيار لصناعة الإلكترونيات لمدة عقدين من الزمن، قد اخترعها جيمس إل. بوي من شركة تي آر دبليو في عام 1961.
في عام 1965، قام المهندسان دون نيلسون وديك بيك في شركة تي آر دبليو بتطوير لغة ونظام استرجاع المعلومات المعمم، لاستخدامه من قبل الجيش الأمريكي للتحكم في مخزون أجزاء مروحيات شايان. تطور هذا إلى نظام إدارة قاعدة البيانات بيك ‏ والذي لا يزال قيد الاستخدام حتى عام 2016.
كانت شركة تي آر دبليو إل إس آي للمنتجات شركة تابعة مملوكة بالكامل تم تشكيلها لتسويق تكنولوجيا الدوائر المتكاملة التي طورتها الشركة لدعم أعمالها في مجال الطيران والفضاء. لقد أنتجوا بعضًا من أولى الدوائر المتكاملة لمعالجة الإشارات الرقمية المتاحة تجاريًا بما في ذلك المضاعف والمراكم تي دي سي 1008. كما قاموا أيضًا بتصنيع أول آي سي فلاش إيه دي سي ‏ 8 بت، تي دي سي 1007، مما أدى إلى حصولها على جائزة إيمي لتكنولوجيا تحويل الفيديو التناظري/الرقمي. كانت شركة تي آر دبليو رائدة أيضًا في تطبيقات شريحة زرنيخيد الغاليوم (GaAs) لأنظمة خدمة التوزيع متعددة النقاط المحلية، وأجهزة الراديو، والاتصالات عبر الأقمار الصناعية.

## الموسيقى
كانت شركة تسجيلات بيل كانتو المجسمة، وهي شركة تابعة لشركة تي آر دبليو، شركة تسجيلات نشطة من منتصف الخمسينيات إلى أوائل الستينيات.

## في وسائل الإعلام
كان كريستوفر جون بويس موظفًا في شركة تي آر دبليو وأدين ببيع أسرار أمنية ‏ إلى الاتحاد السوفييتي عبر السفارة السوفييتية في مدينة مكسيكو في منتصف سبعينيات القرن العشرين. كان بويس وشريكه أندرو داولتون لي ‏ موضوعين للكتاب الأكثر مبيعاً الذي كتبه روبرت ليندسي عام 1979 بعنوان الصقر ورجل الثلج ‏، والفيلم الذي يحمل نفس الاسم عام 1985.
يقدم ممثلون من مختبرات تكنولوجيا الفضاء خبرتهم في مجال الصواريخ الباليستية العابرة للقارات إلى دون وبيت في الحلقة «مجموعة جيت ‏» للموسم الثاني من مسلسل رجال ماد.
تم تصوير الحلقة الأولى من الموسم الأول من مسلسل ستار تريك: الأصل «عملية--إبادة! [الإنجليزية]» (13 أبريل 1967) في حرم تي آر دبليو آنذاك ( منتزه نورثروب جرومان الفضائي ‏ الآن) في ريدوندو بيتش، كاليفورنيا. المجموعتان من السلالم المعروضة هي تلك التي تؤدي إلى كافتيريا المبنى إس. قام ويليام شاتنر سابقًا بالتصوير في حرم تي آر دبليو لحلقة الحدود الخارجية ‏ «أيدي باردة، قلب دافئ». في هذه الحلقة، يلعب دور رائد فضاء في «مشروع فولكان». فيلم الخيال العلمي العد التنازلي ‏ لعام 1967، تم تصويره أيضًا في حديقة تي آر دبليو الفضائية.
من المفترض أن يكون مبنى تي آر دبليو أحد مباني شركة الائتمان التي تم هدمها في فيلم نادي القتال عام 1999. ويرجع ذلك إلى أن شركة تي آر دبليو كانت تعمل في مجال إعداد التقارير الائتمانية في وقت كتابة الكتاب. ومع ذلك، لا يوجد مبنى لشركة تي آر دبليو في ولاية ديلاوير، حيث يُزعم أن عملية الهدم قد حدثت.
يمكن رؤية معدات/صناديق تي آر دبليو مخزنة ويتم تفريغها في فيلم لقاءات قريبة من النوع الثالث خلال المشاهد التي تم تصويرها في برج الشياطين.

## الجوائز
- 1974 – جائزة نيلسون ب. جاكسون للفضاء الجوي لمجموعة أنظمة تي آر دبليو مع مركز أبحاث إيمز التابع لوكالة ناسا لبايونير 10[62]
- 1978 – جائزة نيلسون ب. جاكسون للفضاء الجوي لبرنامج هياو  [لغات أخرى]‏[63]
- 1988–1989 – جائزة إيمي لتقنية تحويل الفيديو التناظري/الرقمي إلى منتجات شركة تي آر دبليو إل إس آي للمنتجات[56]
- 1990 – جائزة جودارد للجودة والإنتاجية لمجموعة الفضاء والتكنولوجيا[64]
- 1992 – جائزة نيلسون ب. جاكسون للفضاء الجوي لمجموعة الفضاء والتكنولوجيا مع وكالة ناسا لمرصد كومبتون لأشعة جاما[65][66]
- 1997 – حصلت مجموعة تكامل أنظمة تي آر دبليو على جائزة عن التطوير الناجح والنشر والتشغيل لأحد أهم أنظمة الفضاء في البلاد[67]
- 2001 – جائزة نيلسون ب. جاكسون للفضاء الجوي لمجموعة أنظمة تي آر دبليو مع مركز مارشال لرحلات الفضاء التابع لوكالة ناسا لمرصد تشاندرا للأشعة السينية[68]
- 2004 – جائزة نيلسون ب. جاكسون للفضاء الجوي لشركة نورثروب جرومان (المعروفة سابقًا باسم تي آر دبليو) لقطاع تكنولوجيا الفضاء مع مركز جودارد لرحلات الفضاء التابع لوكالة ناسا لأنظمة أقمار صناعية لتتبع البيانات ونقلها[69]
- 2007 – جائزة إيمي لفاريكاب لشركة سيكوم (سابقًا شركة سيميكوندكتورز باسيفيك)[70]

## موقع سوبر فند
في الستينيات والسبعينيات من القرن العشرين، قامت شركة تي آر دبليو بتخزين ثلاثي كلورو الإيثيلين (TCE)، وهي مادة كيميائية أساسية لتبريد وإزالة الشحوم من رقائق الكمبيوتر، في خزانات عميقة تحت الأرض في سانيفيلي، كاليفورنيا لاستخدامها لاحقًا. تم العثور على ثلاثي كلورو الإيثيلين أيضًا في المنظفات المنزلية. نتيجة لتدهور الأنابيب والخزانات، تسربت الخزانات إلى الأرض، مما أدى إلى تلوث التربة والمياه الجوفية. وقد تبين لاحقًا أن مادة ثلاثي كلورو الإيثيلين سامة للإنسان بتركيزات عالية. في عام 2013، أشارت مجلة ذا أتلانتيك إلى الموقع باعتباره «منطقة كارثة بيئية ممهدة».
في ثمانينيات القرن العشرين، قدمت الولايات المتحدة برنامج سوبر فند الفيدرالي لتنظيف مواقع النفايات السامة في البلاد. الموقع الذي تتحمل شركة تي آر دبليو (التي أصبحت الآن شركة نورثروب جرومان مسؤوليته) يسمى «موقع ميكروويف تي آر دبليو». عملت وكالة حماية البيئة الأمريكية (EPA) مع شركة تي آر دبليو لمعالجة المياه بالأشعة فوق البنفسجية والأكسجين وحفر التربة الملوثة. في عام 1994، توصلت دراسة للصحة العامة إلى أن المياه الجوفية لا تزال ملوثة بشكل غير مقبول، مما قد يتسبب في تسرب الأبخرة ‏. وتقول وكالة حماية البيئة إن الموقع لديه ضوابط مؤسسية لحماية الأشخاص من ملامسة المياه الملوثة. تأتي مياه الشرب في المنطقة من آبار هيتش هيتشي ‏ والآبار البلدية.
في العقد الأول من القرن الحادي والعشرين، تم تنفيذ طريقة المعالجة البيولوجية التي طورتها جامعة ستانفورد باستخدام البكتيريا الموجودة في الدبس لتحليل ثلاثي كلورو الإيثيلين بشكل طبيعي إلى مركبات فرعية غير ضارة. وشملت التدابير الأخرى هندسة مسارات البخار لتجنب الاتصال البشري المباشر عن طريق إطلاقه في الهواء. قال جاريد بلومنفيلد، المدير السابق لوكالة حماية البيئة، إن مادة ثلاثي كلورو الإيثيلين التي يتم إطلاقها في الهواء بعد جهود التنظيف تعمل على تقليل التركيزات إلى مستويات تقضي على المخاطر الصحية. قال بلومنفيلد إن مادة ثلاثي كلورو الإيثيلين المحمولة جواً ليست مثالية، لكن عملية التنظيف أدت إلى تقليل السموم بنسبة 90% اعتبارًا من 2013، وفقًا لما ذكره ماكس شاهباسيان، رئيس المشروع في مجلس مراقبة موارد المياه في ولاية كاليفورنيا ‏ قبل نقله إلى وكالة حماية البيئة، والجيولوجي مايكل كالهون.
في عامي 2014 و2015، أظهر اختبار تسرب البخار المطلوب حديثًا للمنطقة السكنية المحيطة، بما في ذلك المنازل والمباني السكنية وأربع مدارس، مستويات غير مقبولة من ثلاثي كلورو الإيثيلين. كشفت دراسة أجريت عام 2011 أن مادة ثلاثي كلورو الإيثيلين تسبب عيوب خلقية وسرطان من خلال جميع مسارات التعرض. في عام 2014، أعربت ممثلة المنطقة في الكونجرس آنا إيشو عن مخاوفها من أن وكالة حماية البيئة لم تكن تراقب الموقع بشكل صحيح ولم تخطر السكان بمشكلة صحية محتملة. وقد رفعت وكالة حماية البيئة دعوى قضائية مع الأطراف المسؤولة من أجل تحديث إجراءات الإخطار والاختبار الخاصة بها لتحذير السكان من التعرض المحتمل في أقرب وقت ممكن وإبعاد الناس عن أي مناطق غير آمنة.
اعتبارًا من عام 2016، كان الموقع مملوكًا لشركة جي آي بارتنرز، وهي شركة استثمارية، وقد استأجرته شركة أبل منذ عام 2015 لأغراض البحث والتطوير اعتبارًا من 2021. تم تجديد المبنى الزجاجي المثمن في عام 2014 وإتاحته للإشغال في عام 2015. وقد تم التحقق من سلامة الموقع من قبل وكالة حماية البيئة. في عام 2016، خفضت إدارة دونالد ترامب تمويل برنامج سوبر فند بمقدار 330 مليون دولار وتمويل وكالة حماية البيئة بأكثر من 30%، مما أدى إلى انخفاض كبير في الإنفاذ والاختبار. خلال فترة رئاسته، زادت وكالة حماية البيئة من استخدامها لمراسيم الموافقة، أو التسويات الإدارية، لضمان استمرار التقدم في ظل تخفيضات الميزانية، مما أجبر الأطراف المسؤولة على دفع تكاليف التنظيف. هدد سكوت برويت، رئيس وكالة حماية البيئة في عهد ترامب، بخفض الميزانيات مرة أخرى للإنفاذ. في عام 2019، وافقت وكالة حماية البيئة وشركة فيليبس لأشباه الموصلات على مرسوم موافقة، مع شركة نورثروب جرومان كأحد الموقعين، لتمويل أعمال التنظيف المتبقية ومراقبة الموقع، إلى جانب موقعين قريبين يُعرفان مجتمعين باسم «الموقع الثلاثي».
في مارس 2021، أعلن آشلي جيوفيك ‏، مدير برنامج سابق في شركة آبل، عن مخاوفه من عدم اختبار الموقع بشكل صحيح منذ عام 2015 بعد تلقيه بريدًا إلكترونيًا من شركة آبل يخطر الموظفين باختبار اختراق البخار القادم. أكدت دراسة أجرتها وكالة حماية البيئة في عام 2019 فعالية العلاجات السابقة، لكن جوفيك أخبر موقع تك كرانش أن الشقوق في الأرضية تعرض الموظفين لأبخرة مسببة للسرطان. قدمت شكوى إلى إدارة السلامة والصحة المهنية ضد شركة أبل، والتي تم التحقيق فيها ورفضها. وجد تقييم للموقع أجرته وكالة حماية البيئة في أغسطس 2021 أن احتمالية تسرب البخار كانت منخفضة وغير متوقعة. استنادًا إلى الاختبارات الميدانية التي أجريت بين 24 أبريل 2023 و5 مايو 2023، خلصت وكالة حماية البيئة إلى أنه تم منع تسرب البخار.

## وصلات خارجية
- Northrop Grumman.com: صفحة تراث تي آر دبليو على الويب
- Astronautix.com: صفحة تي آر دبليو على الويب
- موقع شركة تي آر دبليو للسيارات
- موقع شركة تي آر دبليو كونيكt لأبحاث واختبار وتطوير السيارات